# Ніклас Андерсен
Ніклас Андерсен (швед. Niclas Andersén; 28 квітня 1988, м. Грумс, Швеція) — шведський хокеїст, захисник. Виступає за «Сєвєрсталь» (Череповець) у Континентальній хокейній лізі.
Вихованець хокейної школи ХК «Грумс». Виступав за ХК «Лександс», «Брюнес» (Євле), АІК (Стокгольм).
В чемпіонатах Швеції — 249 матчів (8+25), у плей-оф — 39 матчів (2+4).
У складі молодіжної збірної Швеції учасник чемпіонату світу 2008. У складі юніорської збірної Швеції учасник чемпіонатів світу 2005 і 2006.
Досягнення
- Чемпіон Швеції (2012)
- Срібний призер молодіжного чемпіонату світу (2008).
- Бронзовий призер юніорського чемпіонату світу (2005).